# 형사수첩
형사수첩은 TBC (동양방송)에서 1965년 4월 9일부터 1966년 7월 26일까지 방영된 주간 단막극이다. 다만, 1965년 4월 9일부터 1965년 4월 16일까지는 검은수첩으로 방영되었다.

## 작품 리스트

### 1965년
| 제목                   | 극본   | 연출   | 방송 기간             | 방송 횟수 |
| ---------------------- | ------ | ------ | --------------------- | --------- |
| 《유괴살인》           | 김기팔 | 허규   | 4월 9일               | 1         |
| 《숲속에 소녀 사건》   | 김기팔 | 허규   | 4월 16일              | 1         |
| 《박치기 강도》        | 김기팔 | 허규   | 4월 23일              | 1         |
| 《백야의 강도》        | 김기팔 | 허규   | 4월 30일              | 1         |
| 《황금의 유혹》        | 김기팔 | 허규   | 5월 7일               | 1         |
| 《살인한 사기한》      | 김기팔 | 허규   | 5월 14일              | 1         |
| 《청부살인》           | 김기팔 | 허규   | 5월 21일              | 1         |
| 《202호의 밀실》       | 김광조 | 허규   | 5월 28일              | 1         |
| 《꿈의 결산》          | 김기팔 | 허규   | 6월 4일               | 1         |
| 《지옥의 호수》        | 김기팔 | 허규   | 6월 11일              | 1         |
| 《사기도박》           | 김기팔 | 허규   | 6월 25일              | 1         |
| 《백사장 살인사건》    | 이경재 | 김재형 | 7월 2일               | 1         |
| 《강변의 표류시체》    | 김기팔 | 김재형 | 7월 6일 ~ 7월 16일    | 2         |
| 《아베크 살인사건》    | 이경재 | 김재형 | 7월 20일 ~ 7월 28일   | 2         |
| 《장형사의 경우》      | 이경재 | 김재형 | 8월 3일               | 1         |
| 《지명수배 0085》      | 이경재 | 김재형 | 8월 10일 ~ 9월 7일    | 4         |
| 《가정교사의 죽음》    | 이경재 | 김재형 | 9월 14일              | 1         |
| 《제3의 용의자》       | 이경재 | 김재형 | 9월 21일              | 1         |
| 《검은 시선》          | 이경재 | 김재형 | 9월 28일              | 1         |
| 《배후를 밝혀라》      | 이경재 | 김재형 | 10월 5일 ~ 10월 19일  | 3         |
| 《아파트 살인사건》    | 이경재 | 김재형 | 10월 26일             | 1         |
| 《기타를 타는 사나이》 | 이경재 | 김재형 | 11월 2일              | 1         |
| 《목격자》             | 이경재 | 김재형 | 11월 9일              | 1         |
| 《어리석은 모정》      | 이경재 | 김재형 | 11월 16일             | 1         |
| 《참회의 10년》        | 이경재 | 김재형 | 11월 23일 ~ 11월 30일 | 2         |
| 《유괴》               | 이경재 | 김재형 | 12월 14일 ~ 12월 21일 | 2         |
| 《말 없는 증인》       | 이경재 | 김재형 | 12월 28일             | 1         |

### 1966년
| 제목                     | 극본   | 연출   | 방송 기간           | 방송 횟수 |
| ------------------------ | ------ | ------ | ------------------- | --------- |
| 《광주은행 깽 사건》     | 이경재 | 황은진 | 1월 4일 ~ 1월 11일  | 2         |
| 《고발하지 말아다오》    | 이경재 | 황은진 | 1월 18일            | 1         |
| 《얼룩진 끄나풀》        | 서윤성 | 황은진 | 2월 1일 ~ 2월 8일   | 2         |
| 《용주골 비화》          | 이경재 | 황은진 | 2월 15일            | 1         |
| 《불러도 대답없는 이름》 | 이경재 | 황은진 | 2월 22일            | 1         |
| 《죄와 인정》            | 이경재 | 황은진 | 3월 1일             | 1         |
| 《백색의 공포》          | 이경재 | 황은진 | 3월 8일 ~ 3월 29일  | 4         |
| 《금태안경》             | 이경재 | 황은진 | 4월 5일 ~ 4월 12일  | 2         |
| 《의혹》                 | 이경재 | 황은진 | 4월 19일 ~ 4월 26일 | 2         |
| 《22호실 손님》          | 이경재 | 황은진 | 5월 3일 ~ 5월 10일  | 2         |
| 《자살이냐 타살이냐》    | 이경재 | 황은진 | 5월 17일 ~ 5월 24일 | 2         |
| 《불행한 정의》          | 이경재 | 황은진 | 5월 31일            | 1         |
| 《이상한 관계》          | 이경재 | 서석주 | 6월 7일             | 1         |
| 《누가 돌을 던졌는가》   | 이경재 | 서석주 | 6월 14일            | 1         |
| 《길 잃은 청춘》         | 이경재 | 서석주 | 6월 21일            | 1         |
| 《16년의 상처》          | 이경재 | 서석주 | 6월 28일            | 1         |
| 《사랑의 댓가》          | 이경재 | 서석주 | 7월 5일             | 1         |
| 《청자》                 | 이경재 | 서석주 | 7월 12일 ~ 7월 19일 | 1         |
| 《치사량》               | 이경재 | 서석주 | 7월 26일            | 1         |